# Lee Jackson
Lee Jackson (* 19. listopadu 1963, Austin, Texas) je americký hudební skladatel.
Jeho specializací byla hudba v počítačových hrách. Tu aktivně tvořil od roku 1994, kdy začal pracovat na hře Rise of the Triad (ROTT). Po dokončení prací na hudbě k Duke Nukem 3D, kde se o pozici skladatele dělil s Robertem Princem, ho společnost 3DRealms (Apogee) ustanovila hudebním a zvukovým ředitelem. Díky tomu se kromě hudby věnoval i tvorbě zvukových efektů a v jeho portfoliu nechybí ani dabing některých postav. Krátce po dokončení Duke Nukem 3D dodělává hudební podklad pro akční plošinovku Stargunner a v roce 1997 pak svou poslední dosud vydanou práci - soundtrack ke hře Shadow Warrior. Dle rozhovoru pro Sonikmatter  se měl podílet i na hudbě ke 3D akční střílečce Prey a k pokračování úspěšné série o hrdinovi Duke Nukem - Duke Nukem Forever. Na hře Prey však nakonec pracoval věhlasný skladatel Jeremy Soul se svým bratrem  a osud hry Duke Nukem Forever je kvůli rozpuštění vývojářského týmu 3DRealms a soudní při s Take Two  nejasný.